# هيرب ماكفيرسون
هيرب ماكفيرسون (بالإنجليزية: Herb McPherson)‏ هو سياسي أسترالي، ولد في 9 فبراير 1917، وتوفي في 15 ديسمبر 1994. حزبياً، نشط في حزب العمال الأسترالي. وقد انتخب عضو المجلس التشريعي نيو ساوث ويلز.